# 埃克塞尔·乌克森谢纳
瑟德摩勒的埃克塞尔·古斯塔夫松·乌克森谢纳伯爵（瑞典語：Axel Gustafsson Oxenstierna af Södermöre，1585年6月16日—1654年8月28日）瑞典政治家、枢密院成员、宰相，国王古斯塔夫二世和克里斯蒂娜女王密友，普鲁士总督，被认为是瑞典历史上最重要的人物之一，曾在三十年战争中起到重要作用，瑞典现代中央行政制度包括省份制度的奠基人。